# 張萬利

張萬利

張萬利（1933年10月4日—），台灣企業家、教育家。中國國民黨籍。創辦「大成升高中補習班」，原位於臺北市大同區民權西路（現已結束營運）。

## 早年
張萬利自稱從小在艱苦環境中成長，小學一年級開始，和哥哥天不亮就出門推車賣菜，小小年紀的張萬利抬頭看著滿天繁星，心中暗自下定決心，長大後一定要奮發向上，成為有用的人。
張萬利曾介入私立指南初級中學（景文高中的前身）辦學後，創辦景文技術學院（景文科技大學的前身），曾接掌中華民國體育運動總會（全國體總），曾為教育界、體育界的風雲人物。

## 涉及臺灣景文弊案
張萬利涉及景文弊案，景文弊案為臺灣司法史上最大的教育貪瀆弊案。臺灣景文弊案，其中有涉嫌違法超貸，疑似低於市價售與業務相關政府官員，涉嫌非法挪用景文學院之學雜費及校務基金涉嫌動用新臺幣四十多億的校產，並付款購買未塗銷抵押權設定之土地及付款給工程未完工之建築公司，張萬利另以投資越南為由，向銀行貸款未還潛逃海外。目前因詐欺案為台灣台北地方法院檢察署發布通緝中，名列法務部調查局十大外逃罪犯追緝名單，通緝獎金壹仟萬。

## 親屬
- 長子張勤，臺灣景文弊案判決有罪定讞偽造私文書罪判刑一年；
- 二女兒張秀瑛，臺灣景文弊案判決有罪定讞依業務登載不實罪判刑八月